# ぐでたま
ぐでたま（英：GUDETAMA）は、日本のサンリオによるキャラクター。デザイナーはAmy（キャラクタークリエイション室所属）（「第一発見者」とされることも）。2013年にキャラクター開発。日本のみならず海外でも人気の高いキャラクターである。

## 来歴
デザイナーのAmy（エイミー）が、家で卵かけご飯を食べているときに卵の姿がやる気なさそう、目を合わせなさそうに見えたことから思いついた。卵の姿を「不景気なご時世に絶望して優秀なのにがんばらない現代人」の姿に重ね合わせた。ぐでたまの行動はさとり世代がヒントになっている。
「ぐでぐでとしたやる気のない卵」のキャラクターとして2013年にデビューを果たし、同年の投票企画「食べキャラ総選挙〜食うか食われるか真剣勝負!〜」で2位を獲得した。
2014年11月16日には歌手デビューを果たし、自身の出演する番組『あさチャン!』（TBS系）内のショートアニメのテーマ曲となった。
『あさチャン!』の前座番組『はやドキ!』では、宇月田麻裕監修による「ぐでたま占い」というコーナーが設けられた。
ショートアニメは2016年1月からTBSチャンネル1でも放送されている。
2016年10月クールに放送されたTBS系金曜ドラマ『砂の塔〜知りすぎた隣人』では、登場人物の高野そら（演：稲垣来泉）が「ぐでたま」の大ファンで、部屋には「ぐでたま」グッズが多数飾られていた。
2019年1月の報道によれば、サンリオのキャラクターでは、市場規模・利益ともに、ハローキティ、マイメロディに次ぐ3番手である。

### 出入り禁止騒動
2014年8月2日に開かれた授賞式のパレードにぐでたまがゲリラ乱入し、サンリオピューロランドから出入り禁止を言い渡されかけたが、『ぐでたま』の登場キャラクターであるニセたまの説得により、デザイナーのサイン会を開くことで難を逃れた。しかし8月17日、ぐでたまがピューロランド入り口付近で寝そべるグリーティングを無断で行い、ピューロランド側から出入り禁止処分が言い渡された。
その後、9月初旬の外観エリアでグリーティングが行われ、出入り禁止が仮解除された。出入り禁止の全面解除後はぐでたまに関するライブショーの上演やアトラクションが設置され、好評を博すまでになっている。

### 海外での人気
韓国では、コスメ「Holika Holika」とのコラボ商品が発売された。2018年3月9日には、ソウル市の「現代百貨店」で、デビュー5周年を記念するポップアップストアがオープンした。韓国のウェブドラマ『必須恋愛教養』（2019年）では、主人公たちが住む大学寮のセットで、ぐでたまのぬいぐるみが登場した。
中華圏では、ぐでたまの名前は「蛋黄哥」と表記されている。2015年12月18日から2016年3月6日にかけて台湾・台北市で開催された「ぐてたま展」は、約45万人の入場数を記録した。中国・上海市のショッピングモール「上海大悦城」では、2017年6月17日から8月20日にかけてぐでたま展が開催され、これは中国大陸では初だった。台湾・台北駅に、2017年10月末にオープンした、日本式の駅弁を販売するお店「招來日日便當（駅弁まねき）」では、限定駅弁「蛋黃哥便當（ぐでたま弁当）」が販売された。香港では、2015年の後半からブームとなり、マクドナルドなど複数の企業がライセンス商品を生産した。
アメリカでは、2015年にロサンゼルスの“Plan Check Kitchen + Bar”で、“Gudetama x Plan Check”と題した特別コースメニューを用意したり、ぐでたまの着ぐるみが登場する企画を実施した。アメリカのニュースメディア“Vox.com”は、ぐでたま人気の高まりと、欧米とは違う日本のKawaii文化をビデオで解説した 。

## 登場キャラクター

### ぐでたまなどの人間ではないキャラ
ぐでたま
ぐでぐでとしたやる気のない卵。オムレツや卵焼きなどに調理されてもだらしのない性格が変わることはない（調理・保存方法による例外もある。下記参照）。反面、周囲の人間の歪んだ現状に鋭い皮肉やツッコミを発したり、現代社会に対する的を射たつぶやきが巷での共感を呼んでいる。パソコンやスマホ操作も得意とする。また、プリっとしたお尻、いわゆる「プリケツ」はぐでたまの最大のチャームポイントとしてファンの間でも評判が高い。
ニワトリの卵だけに限らず、生物の卵ならばイクラなどの魚卵やダチョウなど他の鳥類の卵やウミガメなどの爬虫類の卵や両生類の卵でも発生する。また食べ物以外でも材料に卵が使用されている道具（チョークなど）にも発生する。なお、無精卵で毎日出荷されているため、誕生日や性別は設定されていない。
ハードボイルド
固ゆで卵。ゴルゴ13みたいな眉毛と顔つきとなり、声も低音になる。話す中身もハードボイルドっぽいものに替わる。吹き矢でカラザを飛ばす。
ロック
パン粉をつけて油で揚げたぐでたま。KISSのようなフェイスペインティング型の顔になり、話の中身もロックでパンクなものに。
うずら
ウズラの卵サイズのぐでたま。通常では声が小さいため何を話しているのかさっぱりわからず、マイクを使用しないと聞き取れない。
グレたま
賞味期限が切れたり、卵を長い間放置しておくと発生する不良系ぐでたま。体の色も黒味がかった黄色になり、言葉遣いや発言内容も柄の悪いものになる。
ぎゅでちゃま
ニセたまさんの努力によって、サンリオの一般的なかわいいキャラクターの顔に品種改良されたぐでたま。通常より体の色が薄い。「きゃぴるーん」などとあざとく甘えた口調で醤油をおねだりしようとするが、醤油がもらえないときや時間経過で通常のぐでたまに戻る。
ガングロ
焼きすぎて焦げた目玉焼きのぐでたま。ギャル風の口調になる。
しゃきぴよ
有精卵から生まれた元気なヒヨコ。殻のパンツを穿き、普通のヒヨコ（ニワトリ）には生えるはずのない歯（の様なもの）が生えている。活発すぎる性格でぐでたまのやる気を無理やり引き出そうとしている。性別について明確な設定はないが、公式Twitterにニワトリに成長した姿の描写がある。

### 人間キャラ
『あさチャン!』のアニメの初期（開始から半年間）はニセたまさんを除いた人間のキャラクターの頭部や顔を隠していた。
ニセたまさん
ぐでたまを見かけた青年の妄想が独り歩きした、もしくはさとるがぐでたまに長く接触したために自意識がぐでたま風に変化した姿。見た目は黄色い全身タイツを着た青年。コンテンポラリー・ダンスのような動きをする。かなり無茶なポーズもするが、（たぶん）人間。
さとる
ぐでたまに頻繁に会う大学生。ぐでたまと同じくやる気のなさそうな性格。ぐでたまに遭遇しやすいのは自身がぐでぐでしているかららしい。しかし、ぐでたまに会えなくなると寂しがる一面もある。名前はさとり世代から。
ゆり
さとるの妹。中学生。時折ぐでたまに着せかえなどを施して、ペットのように可愛がっている。彼氏にケーキなどを作ろうとして女子力をアップしようとするが、そのときにぐでたまに「重い」と突っ込まれる。先輩である「ゆうと」の事が好き。
ゆうと
さとるの友人。茶髪にピアスと見かけ通りチャラい。ゆりの想い人。名前はゆとり世代から。
しほ
さとるのバイト仲間の女子大生。さとるの憧れの人。
あ〜ぴょん
ぶりっこして女子力の高さをアピールしようとする大学生の女の子。その度にぐでたまに突っ込まれる。時々「ぴょん」と喋る。自分より目立つ存在（人間やぎゅでちゃま等）が現れると本性が現れることがある。
ぐでたま好きの男の子（レンくん）とその面倒見のいい父親
小学生の男の子で、夏休みの自由研究に観察日記を創作するほどぐでたまが大好き。父親はそんな息子のために、ぐでたまのグッズを手に入れようとするが、息子の希望のものと違ったりして（息子が希望していた卵寿司のリュックがシークレットのニセたまさんリュックだったり、ぐでたまのぬいぐるみをとり損ねたりする）、その度に「パパ嫌い!」と罵られる。
井上ディレクター（井上D）
未確認動物（UMA）を追い求めるTBSテレビのディレクター。ぐでたまの存在をキャッチし見つけ出そうとするが、井上D自身とぐでたまとの相性が良くないために遭遇できないでいる（井上Dの部下は遭遇した）。
だざい君
太宰治を意識した眼鏡の男子大学生。あーぴょんとは同じテニスサークルの仲間だが、周囲に馴染めない。その後知人のミヤケンのヘルプで演劇サークルに入った。科白に太宰の『人間失格』の第一の手記の冒頭の書き出しである「恥の多い…」のフレーズを多用する。
ダリ君
名前の通りサルバドール・ダリを意識した美術学生。偶然ぐでたまを発見してしまい、記憶の固執のような絵を描くように。その後もぐでたまをモデルにした絵画を描く（もちろん他人からは普通の卵にしか見えない）。
・この他、夏目三久、石井大裕など「あさチャン！」のレギュラーをはじめとするTBSのアナウンサー陣も頻繁に登場する。

## サンリオキャラクター大賞の順位
『いちご新聞』の読者投票企画『サンリオキャラクター大賞』で、第30・31回（2015年・2016年）において4位を受賞し歴代最高である。
初戦となる第29回（2014年）は7位で、8位のKIRIMIちゃん.より上位であったが、デビューしたキャラクターを対象に贈られる「新人アワード」はKIRIMIちゃん.が受賞した。両者とは1stステージ（予選）、ファイナルステージ（決戦）ともに接戦であったが、ファイナルステージでは終盤でぐでたまがKIRIMIちゃん.を逆転した。
2015年夏に行われた投票企画『2015年サンリオキャラクター大賞』で4位入賞を果たした。この回は「ぐでたま」であるにもかかわらず、誰よりもやる気を見せてくれたキャラクターに贈られる「やる気アワード」を受賞した。
2018年は総合8位でトップ5から外れたが、韓国、台湾、アメリカでは1位を獲得し、香港、イギリスでは2位を獲得した。
2020年は総合12位でトップ10から陥落したが、イギリスでは2位を獲得した。また、コロナ関連によるサンリオショップの臨時休業が相次ぎ、思うようにサンリオショップ店頭からの投票（チップde投票）が出来なかったため、サンリオキャラクター大賞終了後の6月12日から30日にかけて、スピンアウト企画の「チップde投票リターンズ」がサンリオショップ各店舗で開催され、サンリオショップのひとつのハーモニーランドにおいての結果は「ぐでたま」は16位であった（この回の票は、公式にはサンリオキャラクター大賞本戦の結果には反映されない）。
また、いちご新聞オリジナル企画で2016年より「サブキャラコンテスト」が開催されている。
第1回（2016年）は「ニセたまさん」がノミネートされ、12位にランクインされた。
第2回（2017年）は「ぎゅでちゃま」がノミネートされ、11位にランクインされた。
第3回（2018年）は「しゃきぴよ」がノミネートされ、11位にランクインされた。
第4回（2019年）は第1回（2016年）から第3回（2018年）までの上位20キャラクター同士の決戦コンテストで、「ニセたまさん」が9位とトップ10にランクインされたほか、「ぎゅでちゃま」が18位、「しゃきぴよ」が26位にランクインされた。
仕切り直しとなる第5回（2020年）は「ぎゅでちゃま」と「ニセたまさん」がノミネートされ、「ぎゅでちゃま」は23位、「ニセたまさん」は28位にランクインされた。
- 2024年サンリオキャラクター大賞16位
- 2023年サンリオキャラクター大賞13位
- 2022年サンリオキャラクター大賞15位
- 2021年サンリオキャラクター大賞16位
- 2020年サンリオキャラクター大賞12位（いちご新聞ランキング28位[39]）。
- 2019年サンリオキャラクター大賞9位（いちご新聞ランキング30位[40]）。
- 2018年サンリオキャラクター大賞8位（いちご新聞ランキング13位[41]）。
- 2017年サンリオキャラクター大賞5位（いちご新聞ランキング15位[42]）。
- 2016年サンリオキャラクター大賞4位（いちご新聞ランキング10位[43]） ／ なでる投票4位[44]。
- 2015年サンリオキャラクター大賞4位[29]（いちご新聞ランキング10位[45]）。
- 2014年サンリオキャラクター大賞7位[46][注釈 2]（いちご新聞ランキング25位[48]）。

## コラボレーション

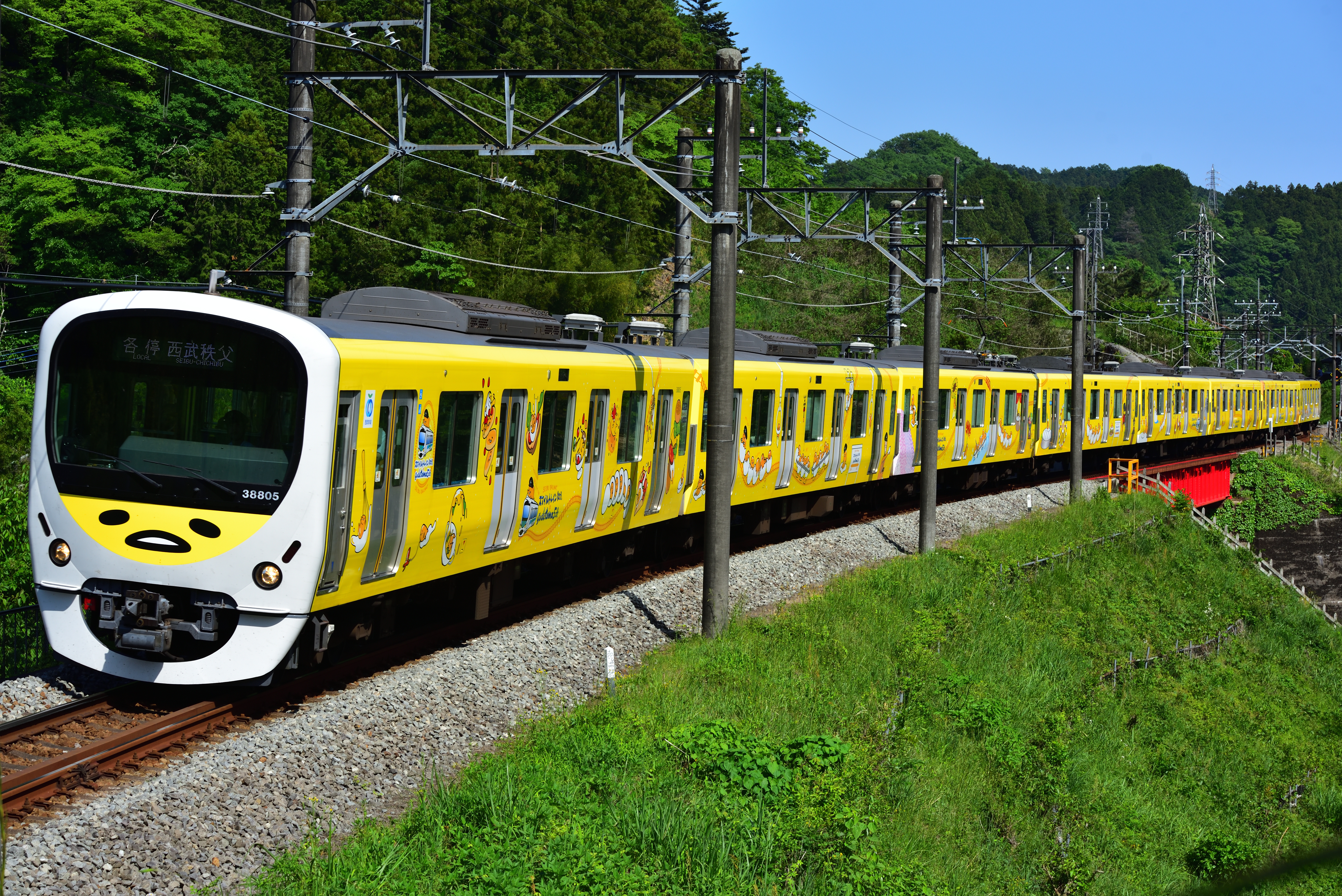
西武鉄道30000系
ぐでたまスマイルトレイン

西武鉄道
誕生5周年、ならびに本キャラクター同様に卵をモチーフとする30000系の就役10周年を記念したラッピング車両「ぐでたまスマイルトレイン」が、2018年3月5日から12月下旬まで西武池袋線メインに運行され、西武新宿線においても一時期運行された。また、西武拝島線玉川上水駅では2018年3月30日より駅名を「ぐで玉川上水」と称して駅舎の駅名標やホームの待合室などにぐでたまがデザインされ、改札前コンコースにフォトスポットが設置されるなどの期間限定コラボが2018年12月下旬まで実施されていた。
脱獄ごっこ
2021年1月11日 - 17日まで、iOS/Android用ゲームアプリ「脱獄ごっこ」にて、サンリオキャラクターズコラボ中のため『ディノ×ぐでたま』が登場した。

## その他
- サンリオピューロランドのライブショー（Miracle Gift Paradeなど）やアトラクション（ぐでたま・ザ・ムービーショーなど）にライブキャラクター（着ぐるみ）や映像等でレギュラー出演している。また、同園のキャラクターグリーティングにも不定期に出演している。
- 共通語のやめろではなく北海道弁であるやめれが使用されている。
- 2019年9月オープンした「ホテル沖縄 with サンリオ キャラクターズ」は館内のすべての客室がサンリオキャラクターで装飾されており、その中には「ぐでたま」で装飾された客室も用意されている[56][57]。
- 2020年6月23日、サンリオキャラクターのジュエリーを製造販売するユートレジャーから、ぐでたまの高額なK18製ジュエリー（ネックレス、リング）が発売された[58]。

## 本
「ぐでたまの『資本論』お金と上手につきあう人生哲学」(朝日文庫編集部 編)ISBN：9784022648402

## ゲーム
スマートフォンゲーム
- 『さわって！ぐでたま』シリーズ
  - さわって！ぐでたま（2015年10月1日配信開始、auスマートパス / 2015年10月22日配信開始、Google Play・App Store）[60]
  - さわって！ぐでたま ～しょうゆましまし～（2016年6月3日配信開始、Google Play・App Store）[61]
  - さわって！ぐでたま ～3どめのしょうじき～（2018年5月2日配信開始、Google Play・App Store）[62]
  - さわって！ぐでたま4 ～フォーエバー～（2023年5月24日配信開始、Google Play・App Store）[63]
- ころころぐでたま（2017年2月16日配信開始、Google Play・App Store）[64]
- ぐでたま 世界なんてどーでもいいわー（2017年10月25日配信開始、Google Play・App Store）[65]
- ぐでたまクエスト（2018年11月27日配信開始、Google Play・App Store）[66]
- ほかほか ぐでたまごはん ～伝説のしょうゆを探すんだわ～（2022年7月15日配信開始、Google Play・App Store）[67]

## 実写ドラマ
『ぐでたま 〜母をたずねてどんくらい〜』（ぐでたま ははをたずねてどんくらい）のタイトルで、2022年12月13日よりNetflixにて配信されている。サンリオ原作の実写ドラマは本作が初となる。主人公のぐでたまを始めとする24種類の卵のキャラクターの声は武内駿輔が担当する。

### ぐでたまたち
総勢24種のぐでたまたち
声 - 武内駿輔
しゃきぴよ
声 - 福島星蘭
たまご寿司
声 - せいや（霜降り明星）
グレたま
声 - 粗品（霜降り明星）

### 人間キャラ
井上
演 - 中尾明慶
番組ディレクター。
鈴木
演 - モトーラ世理奈
新人AD。井上の部下。
笹川
演 - 皆川猿時
自信喪失寸前の総理大臣。

### スタッフ（実写ドラマ）
- 原作 - サンリオ[70]
- 監督 - 榊原幹典[68]
- 脚本・シリーズ構成 - 加藤陽一[68]
- 音楽 - 遠藤浩二[68]
- 主題歌 - 原由子「ぐでたま行進曲」（TAISHITA / Victor Entertainment）[73]
- 制作協力 - レスパスフィルム[68]
- 制作プロダクション - OLM[68]

### エピソード
| 各話   | サブタイトル                   | 配信時間 |
| ------ | ------------------------------ | -------- |
| 第1話  | だりぃ〜                       | 10分     |
| 第2話  | 目が回る                       | 12分     |
| 第3話  | この国のエラい人ってこんなもん | 12分     |
| 第4話  | あ〜〜〜〜                     | 10分     |
| 第5話  | 心まで腐ってるっしょ〜         | 11分     |
| 第6話  | イケてるマスコット             | 13分     |
| 第7話  | オムレツたまご何個分〜？       | 12分     |
| 第8話  | あきらめて帰んな〜？           | 13分     |
| 第9話  | 親の顔が見てみたい             | 13分     |
| 第10話 | 疲れたわ〜                     | 17分     |